# First 30
Le First 30 est un modèle de voilier français du constructeur Bénéteau, apparu sur le marché fin 1976. Il est le premier course croisière du chantier Bénéteau. Il est présent pour la première fois au salon nautique de Paris (CNIT) de janvier 1977. Ce voilier monotype a été choisi pour le Tour de France à la voile de 1979 à 1981. Une série de voiliers du même nom est lancée par Bénéteau en 2010.
Construit à 969 exemplaires entre 1977 et 1981 par le chantier Bénéteau, le « First » est  devenu « First 30 », un half tonner de série produit par le chantier Quéré.

## Construction
Le First 30 est construit en fibre de verre polyester stratifié sur moule femelle. L'échantillonnage des tissus (mat et roving stratifiés à la main) est généreux. Dans le contre-moulage des fonds, remontant jusqu'à la ligne de flottaison, sont stratifiées les varangues  en bois. Ce contre-moule de couleur chocolat intègre certains aménagements (évier, bloc cuisinière, équipets). Les cloisons transversales en contreplaqué, stratifiées à la coque et au pont, participent à la rigidité de l'ensemble.
Le pont en sandwich verre-balsa-polyester est rapporté/collé à la coque, assemblage renforcé par le rail de fargue en aluminium boulonné à travers la liaison pont-coque.
Deux types de quille sont proposés : fonte ou plomb. Cette dernière, plus mince, avec un bord d'attaque plus incliné, est la plus performante.
Le choix est offert entre trois motorisations : RC8 D (Renault Couach 8 chevaux Diesel) YS 8 (Yanmar) et RC 16 D (2 cylindres), plus puissant.

### Pont
- Une baille à mouillage occupe la pointe avant.
- À l'origine, les manœuvres des drisses et de prises de ris se font en pied de mât grâce à deux winches.
- Le cockpit est profond et étroit. Les winches d'écoute de voiles d'avant et le palan de grand-voile sont à portée de main du barreur, ce qui rend le bateau plus facile à mener en solitaire.
- Le canot de survie trouve sa place sous le banc du barreur, à l'arrière du cockpit.

### Gréement

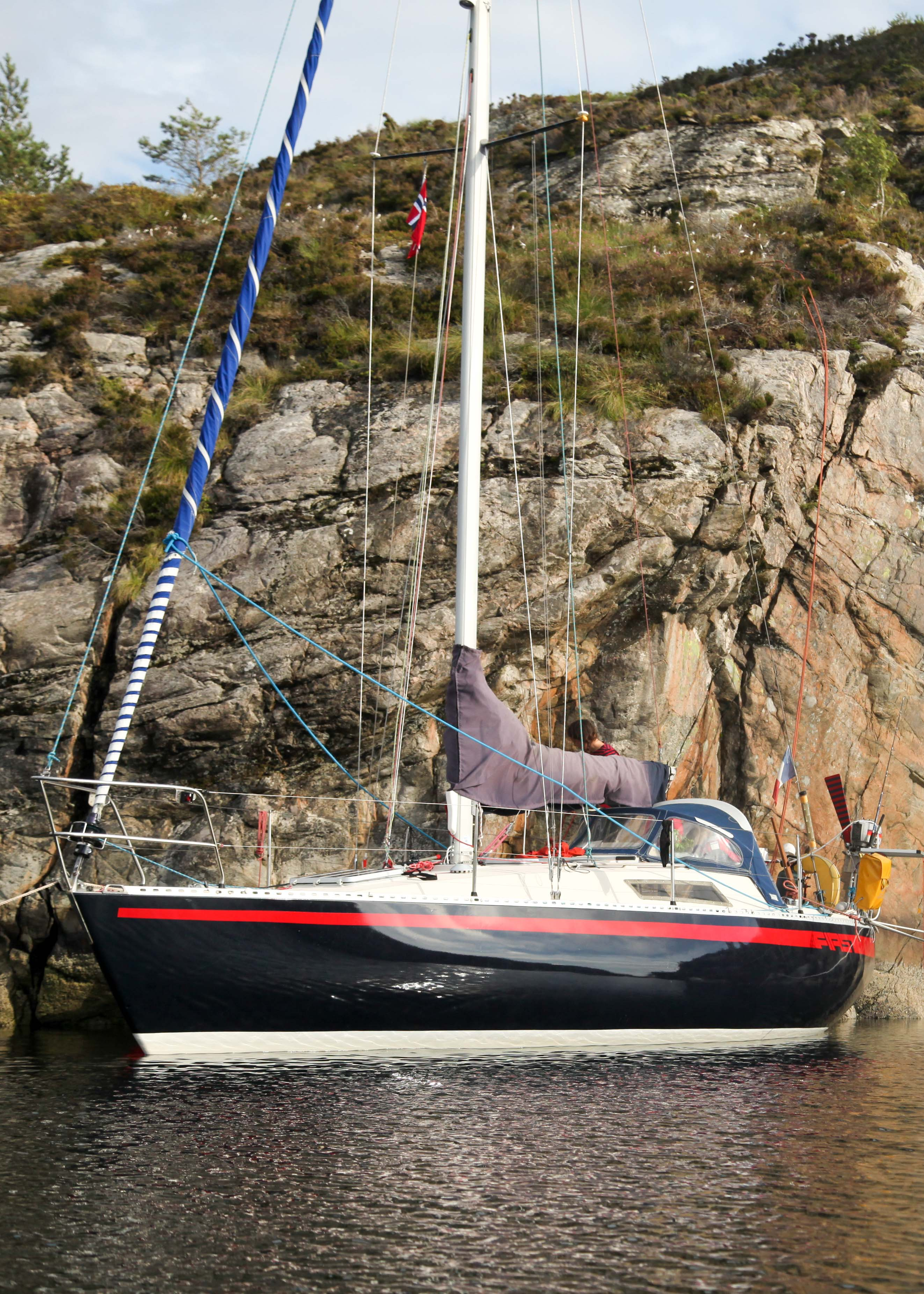
First 30 au mouillage

- Le mât est posé sur le pont. Une épontille reprend les efforts sur la quille. Ce mât, de section constante sur le First 30, comporte un étage de barres de flèches. Sur le First 30 S, le mât est rétreint dans le haut, et comporte deux étages de barres de flèches.
- Les haubans sont rentrés pour permettre le passage du génois, les cadènes se trouvant au milieu des passavants.
- Le pataras est réglable par un ridoir à volant.
- Le plan de voilure très typé années 1970 est reconnaissable à sa petite grand-voile et à son génois à fort recouvrement, dont le point d'écoute revient quasiment jusqu'au cockpit.

### Aménagements intérieurs
- Le carré mesure 1,85 m de hauteur sous barrots au pied de la descente. Toutes les boiseries, plafond, table du carré sont plaquées teck. Le frégatage de la coque a permis d'ajouter aux deux couchages formés par les banquettes deux couchettes supérieures.
- Le poste de navigation, sur tribord, comporte une table à cartes format Grand Aigle.
- La couchette du navigateur, s'étend depuis la table à cartes jusqu'à l'arrière, sous le cockpit.
- La cuisine, sur bâbord, offre un évier avec eau courante à pompe à pied, un réchaud deux feux, une glacière et des rangements.
- Le cabinet de toilette, isolé par deux portes coulissantes entre poste avant et carré, renferme un lavabo, alimenté par une pompe à pied, un WC marin et une penderie.
- La cabine avant offre une couchette double en V. Coussins débarqués, elle peut servir de soute à voiles.
- L'accès au coffre occupant l'arrière bâbord se fait depuis le cockpit, de même que l'accès au coqueron.

## First 30 version 2010
En 2010 Bénéteau lance la production en série d'un voilier au nom de First 30. Pour célébrer le renouveau de ce célèbre voilier, deux exemplaires du First 30 (ancienne et nouvelle génération) sont exposés à l'entrée du salon nautique international de Paris 2010. Pour le First 30 original, c'était 33 ans après sa première apparition au salon nautique (alors situé au CNIT).

## Le First 30 en compétition
Le First 30 est le descendant direct d'Impensable, un prototype de course. À sa naissance, en 1977, il s'illustre dans la Course de l'Aurore — ancêtre de l'actuelle Solitaire du Figaro. Michel Malinovsky sur Roumec-Delouvrier termine troisième après avoir remporté deux étapes. Sept First 30 sont parmi les 30 classés de cette édition, avec notamment Eugène Riguidel (7e), Joan De Kat (14e) et Bruno Peyron (19e).
Élu « Bateau de l'année » en 1978, le First 30 fournit les gros bataillons des flottes de régate, et il est choisi par les organisateurs du Tour de France à la voile, couru en monotypie. Il est ainsi le bateau du TFV en 1979, 1980 et 1981. Sa carrière en course va se placer ensuite sous le signe de la longévité. En 1992, quinze ans après la naissance du modèle, le First 30 Ladyhawk aux mains de Marie Sergent termine l'Ostar, transat anglaise en solitaire. 
Plus de trente ans après son apparition, le First 30 est toujours présent en régates amicales.
- 1er Entrainements d'hiver Société des Régates Turballaises saison 2016 [6]
- 1er TransAdriatica Venise-Istrie 2014 [7]
- 1er San Marco & Bergamo semaine de la voile de Venise (2014) [8]
- 2e du championnat Côte d'Armor (CDV22) en 2007[9]
- 2e à l'unique manche QuadraSolo Normandie 2007
- 2e trois jours d'Armor 2007[10]
- 2e et 4e (sur 13) Bénéteau Cup Manche St-Quay-Portrieux 2007[11]
- 1er Trophée des Îles (St-Quay-Portrieux) en solitaire 2007